# Hodgesmithita
La hodgesmithita és un mineral de la classe dels sulfats.

## Característiques
La hodgesmithita és un element químic de fórmula química (Cu,Zn)₆Zn(SO₄)₂(OH)10·3H₂O. Va ser aprovada com a espècie vàlida per l'Associació Mineralògica Internacional l'any 2016. Cristal·litza en el sistema trigonal. Està estretament relacionada amb la schulenbergita ((Cu,Zn)₇(SO₄)₂(OH)10·3H₂O), la qual també cristal·litza en el sistema trigonal, tenint un de cada set llocs dominats per la presència de coure substituït per la presència exclusiva de zinc. També està relacionada químicament amb la ktenasita i la cristelita.

## Formació i jaciments
Va ser descoberta a una mina situada a Broken Hill, Comtat de Yancowinna (Nova Gal·les del Sud, Austràlia). Es tracta de l'únic indret on ha estat trobada aquesta espècie mineral.